# Мейсари
Мейсари (азерб. Meysəri) — село в Шемахинском районе Азербайджана. Один из центров виноделия в Шемахинском районе.

## Название
Название села происходит от арабского «Мейсара» — левый фланг, сторона.

## История
В период нахождения поселения в составе Российской Империи изначально территориально относилось к Шамахинской губернии, после ее упразднения — к Бакинской. По данным «Кавказского календаря» на 1856 год село Мейсари населяли армяне, которые являлись последователями армянской церкви и между собой говорили по-армянски и «татарски» (по-азербайджански).  По данным на 1870 год, село относилось к селам Шемахинского уезда населенным исключительно армянами. В селе находился армянский монастырь св. Богородицы (Сурб Аствацацин), точная дата постройки которого неизвестна. Известно лишь, что в 1680 году архимандритом Антонием монастырь был обновлен. С 1831 года, и по состоянию на 1852 год, монастырь армянской апостольской церкви находился в запустении

## Галерея
- гора Мейсари
- Винодельческий комплекс
- Винодельческий комплекс